# Ana Marcello Santos
Ana Marcello Santos (León, 19 de mayo de 1984) es una trabajadora social y política española, diputada por León en el Congreso en la XI y XII Legislaturas.

## Biografía
En 2004 se diplomó en Trabajo Social por la Universidad de León. Entre 2008 y 2015 trabajó como coordinadora del servicio de ayuda a domicilio. Ha formado parte de un proyecto de economía social solidaria y es activista en pro de los derechos humanos, especialmente el derecho a una vivienda digna. ha sido diputada en el Congreso por León tras las elecciones generales de 2015 y 2016. Formó parte de la Comisión de Presupuestos y es portavoz adjunta de la Comisión de Empleo y Seguridad Social y de la Comisión de Sanidad y Servicios Sociales. Actualmente ejerce de trabajadora social en Cruz Roja Española.